# Křížová cesta (Chyše)
Křížová cesta v Chyši na Karlovarsku se nachází ve východní části obce při levé straně ulice Na Špičáku, která vede ke hřbitovnímu kostelu.

## Historie
Křížová cesta byla založena roku 1863. Je tvořena žulovými sloupky v podobě božích muk. Jednotlivá zastavení mají podstavec nesoucí obdélnou, polokruhově završenou kapličku s výklenkem na přední straně. Ve výklencích bývaly původně umístěny olejové obrazy s vyobrazením jednotlivých zastavení křížové cesty. Obrazy v nikách zastavení postupem času sešly, výklenky byly poté zaskleny a obrazy nahrazeny reprodukcemi. Tisky rovněž rychle vybledly a byly opět odstraněny.
Po roce 1945 přestala být křížová cesta udržována a postupně chátrala. Během druhé poloviny 20. století byla větší část kamenných zastavení z důvodu výstavby rodinných domů nakonec odstraněna.
Sloupky stojí podél cesty ke kostelu Povýšení svatého Kříže, zvaném též Zvěstování Panny Marie. Uprostřed cesty stojí barokní výklenková kaple svaté Anny z roku 1784.